# 비염
비염(鼻炎, 문화어: 코염, 영어: rhinitis, stuffy nose)은 코 내부의 지속적인 염증과 자극을 일으키는 질환이다. 비염을 관리하는 방법은 원인에 따라 다르다.

## 유형
비염은 다음의 형으로 나뉜다.
- 제1형: 감염성 비염(infective rhinitis). 가장 흔한 종류의 비염이다.
- 제2형: 혈관 운동성 비염(vasomotor rhinitis)
- 제3형: 알레르기성 비염(allergic rhinitis)

## 참고
1. ↑  “rhinitis | Definition, meaning & more | Collins Dictionary”. www.collinsdictionary.com. 2017년 1월 4일에 확인함.
2. ↑  “coryza | Definition, meaning & more | Collins Dictionary”. www.collinsdictionary.com. 2017년 1월 4일에 확인함.
3. ↑  “Allergic rhinitis”.

## 같이 보기
- 알레르기성 비염(화분증)